# Purnululu-Nationalpark
Der Purnululu-Nationalpark (engl.: Purnululu National Park, früher: Bungle-Bungle-Nationalpark) befindet sich im östlichen Kimberley im australischen Bundesstaat Western Australia, Luftlinie etwa 160 Kilometer südlich von Kununurra und 100 km nordöstlich von Halls Creek. Seit 2003 ist der Park UNESCO-Weltnaturerbe.
Das Gebiet liegt gut 60 km östlich des Great Northern Highway und ist nur mit einem allradgetriebenen Fahrzeug erreichbar. Charakteristika des Purnululu-Nationalparks sind zum einen die weltweit singuläre, Bienenkörben ähnliche Sandstein-Gebirgskette (Bungle Bungle) sowie zum anderen extrem enge Felsschluchten im Sandstein-Plateau mit Palmenoasen.
Die verlorene Welt der Bungle Bungles, wie sie beschrieben werden, ist ein Naturwunder mitten in entlegener Wildnis. Bis vor kurzem war diese Gegend aufgrund ihrer abgeschiedenen Lage nur den traditionellen Ureinwohnern und einigen Farmern, Viehtreibern, Geologen, Wissenschaftlern und Einheimischen bekannt. Erst seitdem diese Gegend Anfang der 1980er-Jahre in den Medien Schlagzeilen machte, wurde auch die Öffentlichkeit auf sie aufmerksam.

## Geschichte
Was heute den Purnululu-Nationalpark darstellt, ist seit Jahrtausenden das Zuhause der Ureinwohner. In dieser Gegend gibt es zahlreiche Kunst- und Grabstätten der Aborigines. Der Name „Purnululu“ bedeutet Sandstein in der Sprache des hiesigen Kija-Stammes. Man nimmt an, dass er entweder als „Bungle Bungle“ falsch verstanden wurde, oder dass es sich um die falsche Schreibweise des gemeinen Kimberley-Grases Bundle Bundle handelt. Gerüchte kursieren jedoch immer noch hinsichtlich des wirklichen Ursprungs und der wahren Bedeutung von Bungle Bungle, was diese „verlorene Welt“ noch geheimnisvoller erscheinen lässt.
Die Ergebnisse von Radiokarbonmessungen lassen vermuten, dass die Ureinwohner seit mindestens 20.000 Jahren in dieser Region gelebt haben. Nachdem Alexander Forrest in den Jahren 1876–1879 das zentrale Kimberley entlang des Fitzroy River sowie östlich desselben erkundet hatte und es als Rinderweideland empfahl, wurde im Jahre 1884 mit der Beweidung der flachen Savannen begonnen. 1976 erklärte man dann ein großes Gebiet entlang des Ord River zum Naturschutzgebiet, um eine Revitalisierung des stark erodierten Landes zu ermöglichen.
Der Purnululu-Nationalpark im Nordwesten dieses Naturschutzgebietes wurde im Jahre 1987 gegründet. Er umfasst etwa 240.000 Hektar (ha), das Naturschutzgebiet weitere 110.602 ha.

## Geographie und Geologie
Die Formation besteht aus empfindlichem Sandstein, bedeckt von einer dünnen Schicht aus Kieselerde und Flechten. Das Massiv erstreckt sich über etwa 45.000 ha und ist devonischen Ursprungs, ca. 375 bis 350 Millionen Jahre alt. Es ist aus Sand und Kieselsteinen aufgebaut, die Flüsse aus nahegelegenen Bergen heran transportiert haben. Dieses Sediment hat sich im Lauf der Zeit zu Sandstein verdichtet. Tektonische Bewegungen haben das Massiv zweimal angehoben, einmal vor etwa 250 Millionen Jahren und ein weiteres Mal vor rund 20 Millionen Jahren.
Die Sandstein-Formation des Purnululu-Nationalparks hat im Wesentlichen zwei unterschiedliche Strukturen.
Die abgerundeten Türme des Bungle-Bungle-Massivs (auch Bienenkörbe oder Dome genannt) im Süden und Osten sind die Folge starker Erosion, die die schweren Wolkenbrüche der Regenzeit geschaffen haben. Das Korngefüge des Sandsteins ist gering gebunden und offenporig, deshalb sandet er leicht ab.
Im Norden und Westen hat sich hingegen im Wesentlichen das Hochplateau erhalten, dass sich mit über 200–300 Metern Höhe über die umliegenden Ebenen erhebt und aus dem vereinzelte Flüsse einige tiefe Schluchten und steil abfallende Klüfte ausgewaschen haben. Aus der Savanne von West und Nord wächst abrupt die Abbruchkante des Plateaus empor.
Nordöstlich der Piccaninny Gorge hinterließ vor weniger als 360 Millionen Jahren ein Meteoriteneinschlag den sieben Kilometer Durchmesser aufweisenden Piccaninny-Krater. Die unzugängliche Geländestruktur ist aus der Luft erkennbar.
Um die Erosion nicht zu beschleunigen, die durch die geringe Bindung, thermische Ausdehnung und Wind hervorgerufen wird, sind alle Felsbesteigungen verboten und der eingeschränkte Zugang generell auf die Flussregionen beschränkt.

## Flora
Das Plateau und die Dome selbst sind vegetationslos, doch sowohl zwischen den Bienenkörben als auch an den Schluchteingängen gibt es grüne Inseln mit mehr als 600 dokumentierten Pflanzenarten. Der Park beheimatet Pflanzen, die teilweise bisher noch nicht einmal einen Namen haben, da sie erst kürzlich entdeckt worden sind.
Die Fächerpalme Livistona victoriae fällt ganz besonders ins Auge; sie klammert sich vor allem im Nordwesten an gefährlich steilen Stellen an Wände und Spalten und erreicht Wuchshöhen von bis zu zwölf Metern. Baumarten, die sich mit ihren Wurzeln an die Felsen festkrallen, sind die Fels-Feige (Ficus platypoda), der milkwood tree (eine Tabernaemontana-Art) und die kleinwüchsige Eukalypten-Art „Tropical red box“ (Eucalyptus brachyandra).
Ein Großteil des Parks besteht aus welligen, tiefroten oder gelben Sandebenen, bewachsen mit Akazien- und Silberbaumbüschen, mit Eukalyptuswäldern sowie mit Spinifex und anderen Gräsern. Kapokbüsche, Kimberley-Bauhinie (Bauhinia cunninghamii), Kimberley-Heide (Calytrix exstipulata) und Grevillea-Arten mischen das Savannenland farbig auf.

## Fauna
Die Artenvielfalt ist bemerkenswert; sie hängt insbesondere mit der Grenzlage zwischen tropischer und arider Klimazone zusammen, die dafür sorgt, dass Arten beider Klimazonen nebeneinander vorkommen. Über 40 Säugetier- und über 80 Reptilienarten sind im Park dokumentiert.
Aus tropischen Breiten stammt beispielsweise das Flachnagelkänguru, aus steinigen Trockenzonen hingegen das Bergkänguru. Die Kragenechse stammt aus dem Norden, die Braunschlange ist sowohl an feuchte als auch an trockene Lebensräume angepasst.
Tiere, die im Park am leichtesten zu entdecken sind, sind die Vögel. Es gibt etwa 150 Arten, darunter Spinifextauben und Schwärme von farbenprächtigen Wellensittichen. Andere Arten wie der nachtaktive Eulenschwalm, die Weißspiegeltaube und der Braunbrust-Dickkopf sind so gut getarnt, dass sie sich kaum von den Felsen, die sie bewohnen, abheben.

## Infrastruktur
Der Purnululu-Nationalpark verfügt im Süden in der Ebene über einen Flughafen (Bellburn Airstrip), von dem in der Trockenzeit organisierte Ausflüge unternommen werden können.
Individuell Anreisende können den Park alternativ über den schwierigen Spring Creek Track vom Great Northern Highway aus (Einstiegsstelle 304 Kilometer südlich von Kununurra und 160 km nordöstlich von Halls Creek) mit einem Allradfahrzeug ansteuern. Für die etwa 53 km Piste benötigt man zwei bis drei Stunden und hat dann erst das Visitor Center am Bellburn Creek westlich vor der Abbruchkante erreicht.
Am Visitor Center teilt sich der Track in eine nördliche und eine südliche Route.
Die 20 Kilometer lange Nordroute führt entlang der Abbruchkante zu einem Wanderparkplatz mit drei Wegen:
- Walanginjdji Lookout, ein Aussichtspunkt  auf die Westseite der Abbruchkante, 500 m.
- Echidna Chasm, ein zwei Kilometer langer Wanderweg in eine extrem schmale Felsschlucht, die keinen Sonnenstrahl in sich hereinlässt. Sie verengt sich an ihrem Ende auf eine Breite von nur einem Meter. Vor dem Schluchteingang wird entlang des steinigen Bachbetts ein Gebiet von hohen Livistona-Palmen durchquert.
- Mini Palms Gorge, fünf Kilometer, eine weitere Schlucht mit jungen Fächerpalmen.

Die Südroute (27 km) endet am Wanderparkplatz Piccaninny in der Randzone der Bungle-Bungle-„Bienenkörbe“, die nur auf einem kleinen Areal auf einem Rundwanderweg zugänglich sind.
Von diesem Parkplatz sind zwei weitere Schlucht-Wanderwege erschlossen:
- Cathedral Gorge (3 km), ein Schluchteingang, der die Assoziation an eine Kathedrale auslöst: Der Wanderweg führt durch das „Mittelschiff“, begrenzt von hohen Wänden, in die Rund-„Apsis“, die einen auch in der Trockenzeit verbleibenden kleinen Teich umschließt.
- Die Piccaninny Gorge (30 km) ist die längste und tiefste aller Schluchten im Purnululu National Park. Der Wanderweg, der vor dem Eingang zur Cathedral Gorge abzweigt, ist nur in mehreren Tagesmärschen zu bewältigen; Voraussetzung sind Wild-Camping und völlige Versorgungs-Autarkie. Das Vorhaben muss bei der Nationalparkverwaltung angemeldet werden.

Die Nationalparkadministration residiert in der Wilderness Lodge, für Camper gibt es die Campsites Walardi und Kurrajong mit Toiletten und fließendem Wasser, jedoch ohne Verpflegung.
Der Park ist vom 1. April bis zum 31. Dezember geöffnet und kann mit einem australischen Nationalpark-Pass besucht werden. Da die Regenzeit in der Regel im Oktober/November einsetzt, schließt der Park je nach Straßenverhältnissen in manchen Jahren unter Umständen früher.

## Verwaltung
CALM (Conservation and Landmanagement, die westaustralische Natur- und Landschaftsschutzbehörde) hat seit 1986 zahlreiche Gespräche mit der „Purnululu Aboriginal Corporation“ über die Zukunft des Parks geführt. Diese Organisation vertritt die Interessen der Ureinwohner, die eine bedeutende Rolle bei der Entwicklung und im Management des Parks spielen. Der Stamm der Purnululu lebt auf gepachtetem Land innerhalb des Parks und wird auch weiterhin seine traditionelle Rolle als Hüter der Region wahrnehmen. So sind Aborigines beispielsweise als Ranger im Park tätig.